# Tasogare Seibei
Tasogare Seibei (たそがれ清兵衛) é um filme de drama japonês de 2002 dirigido e escrito por Yôji Yamada. Foi indicado ao Oscar de melhor filme estrangeiro na edição de 2003, representando o Japão.

## Elenco
- Hiroyuki Sanada - Seibei Iguchi
- Rie Miyazawa - Tomoe Iinuma
- Nenji Kobayashi - Choubei Kusaka
- Ren Osugi - Toyotarou Kouda
- Mitsuru Fukikoshi - Michinojo Iinuma
- Hiroshi Kanbe - Naota
- Miki Itô - Kayano Iguchi
- Erina Hashiguchi - Ito Iguchi
- Reiko Kusamura - mãe de Iguchi
- Min Tanaka - Zenemon Yogo
- Keiko Kishi - Ito
- Tetsuro Tamba - Tozaemon Iguchi